# Tanjung Laut (Tanjung Batu)
Tanjung Laut is een bestuurslaag in het regentschap Ogan Ilir van de provincie Zuid-Sumatra, Indonesië. Tanjung Laut telt 1474 inwoners (volkstelling 2010).